# Dagliljesläktet
Dagliljesläktet (Hemerocallis) är ett släkte av grästrädsväxter. Enligt Catalogue of Life och Dyntaxa ingår Dagliljor i familjen grästrädsväxter (Xanthorrhoeaceae). Släktet har cirka 15 arter från östra Asien.
De är fleråriga örter med krypande jordstammar. Rötterna bildar ibland knölar vid ändarna. Bladen kommer i två plan, de kan vara nedvissnande eller städsegröna, de är remlika och avsmalnande mot spetsen. Ibland är bladen platta, men oftast tydligt kölade. Blommorna sitter vanligen i en klase eller knippe på en lång blomstängel.   Hyllebladen är förenade vid basen till en blompip och bildar en trattlik krona. Blomfärgen varierar från blekt gul till orange eller rödaktig hos arterna. Hos hybriderna förekommer fler färger. Fruktämnet är översittande. Frukten är en trekantig kapsel.

## Systematik
Släktet är generellt svårt och arterna kan vara svåra att bestämma. Detta beror på att flertalet arter varierar avsevärt i utseende från plats till plats. Dessutom är flera av de tidigast kända arter beskrivna utifrån, i Europa, odlade plantor med okänt ursprung. Dessa kan mycket väl vara hybrider. Pressade herbarie-exemplar förlorar också mycket av karaktäristiska detaljer, vilket lett till felbestämningar med påföljande förvirring om vad som är vad. Rötternas utformning och blomställingens uppbyggnad är traditionellt viktiga karaktärsdrag. Med undtantag för brunröd daglilja (H. fulva) och stranddaglilja (H. littorea) har alla arterna enfärgat gula eller orange blommor.

## Hybrider
Under 1920-talet började A.B. Stout arbeta mer planmässigt med förädling av dagliljor. Arterna korsades för att få fram bättre egenskaper och en rikare färgskala. Ganska snart tog intresset för hybrider fart och släktet är idag ett av de mest odlade och förädlade växterna. Ur de 15 arterna har mer än 45 000 sorter registrerats och från de ursprungligen gula och rödbruna tonerna har förädlare lyckas få fram en mycket rik färgskala från gräddvitt till rött och purpur. Se mera under trädgårdsdagliljor (H. Hybrida-gruppen).

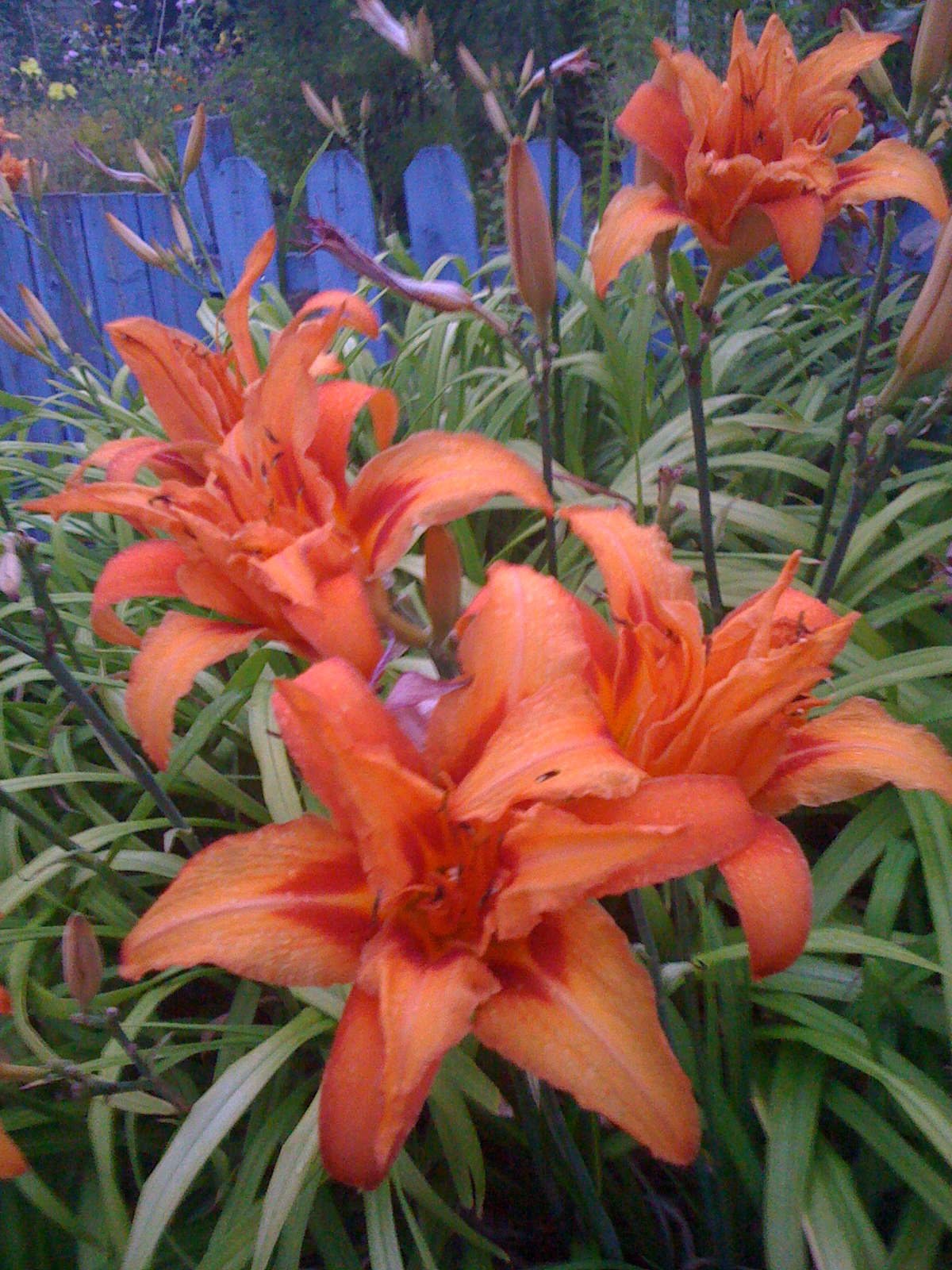
RödBrun daglilja

## Arter
- Trädgårdsdagliljor (H. Hybrida-gruppen)

Följande arter listas i Catalogue of Life:
- Hemerocallis citrina - blekgul daglilja
- Hemerocallis darrowiana
- Hemerocallis dumortieri
- Hemerocallis esculenta
- Hemerocallis exilis
- Hemerocallis fallaxlittoralis
- Hemerocallis forrestii
- Hemerocallis fulva - brunröd daglilja
- Hemerocallis hakuunensis
- Hemerocallis hongdoensis
- Hemerocallis lilioasphodelus - gul daglilja
- Hemerocallis littorea - Stranddaglilja
- Hemerocallis middendorffii - Orangegul daglilja
- Hemerocallis minor - Liten daglilja
- Hemerocallis multiflora
- Hemerocallis nana
- Hemerocallis plicata
- Hemerocallis taeanensis
- Hemerocallis thunbergii - Doftdaglilja
- Hemerocallis yezoensis